# Rorainópolis
Rorainópolis là một đô thị thuộc bang Roraima, Brasil. Đô thị này có diện tích 33594 km², dân số năm 2007 là 24511 người, mật độ 0,77 người/km².